# Leiomyza birkheadi
Leiomyza birkheadi är en tvåvingeart som beskrevs av Gibbs 2006. Leiomyza birkheadi ingår i släktet Leiomyza och familjen smalvingeflugor. Inga underarter finns listade i Catalogue of Life.